# Mont Monarch
Le mont Monarch (en anglais : Monarch Mountain) est un sommet des chaînons du Pacifique de Colombie-Britannique, au Canada.